# Marie-Claire Girod
Marie-Claire Girod (Metz, 14 de febrero de 1957 - París, 14 de noviembre de 2023), conocida artísticamente como Buzy, fue una cantante y compositora francesa.

## Biografía
Marie-Claire Buzy comenzó a estudiar medicina y luego literatura en París. Paralelamente, tomó clases de claqué, disciplina que impartía y que le valió su debut como cantante en el papel de Columbia en el casting de The Rocky Horror Picture Show, dirigido por Mr. Michel. Junto a Étienne Roda-Gil y los artistas firmaron su primer contrato en 1980. Al año siguiente, publicaron su primer single, Dyslexique, y el álbum Insomnies, ilustrado con una fotografía de Jean-Baptiste Mondino. De otros títulos, como Engrenage, Adrénaline y Adrian, el extracto más reciente del segundo álbum del mismo nombre (acompañado de un clip firmado por Hilton McConnico);  una canción que interpretaría en particular en el famoso programa de televisión Champs-Élysées.
Estos primeros sencillos, que mezclaban ritmos pop rock y new wave, tuvieron éxito y permitieron a Buzy encontrar un lugar en el panorama musical francés de esa época.
En 1985, sale su tercer álbum titulado I Love You Lulu, producido en particular por Serge Gainsbourg. De él se extrajeron varios sencillos como I Love You Lulu y Gainsbarre; Luego Buzy logró reconocimiento con un nuevo título, Body Physical, que se convirtió en un éxito en la primavera de 1987, alcanzando el puesto 19 en el Top 507 francés. Su vídeoclip se emite periódicamente en el reciente canal musical M6. Unos meses más tarde, publicó otro tema inédito, considerado a menudo como una de sus mejores piezas; titulado Baby boom, cuya difusión mediática sería, sin embargo, más limitada debido en particular a su clip (dirigido por Jean-Paul Seaulieu, que ya se había encargado del que ilustra Body Physical) que luego se consideró algo "sulfuroso".
Dos años más tarde apareció su cuarto LP, Rebel, cuyos singles Keep Cool y Shepard aún encontraron cierta respuesta.
En 2005, comenzó su regreso con el álbum Borderlove, compuesto con sus amigos Daniel Darc, Jay Alanski y Alice Botté. Desde principios de los años 2000, también trabajaba como psicoterapeuta en su propia consulta en París.
Publicó su autobiografía Engrenages en 2019, bajo la editora L'Harmattan. Falleció el 14 de noviembre de 2023 en París, tras una enfermedad no determinada.

## Discografía

### Álbumes
- 1981, Insomnies
- 1983, Adrian
- 1985, I Love You Lulu
- 1989, Rebel
- 1993, Rêve éveillé
- 1998, Délits
- 2005, Borderlove
- 2010, Au bon moment, au bon endroit

### Sencillos principales
- 1981: Dyslexique / Osmose (j’vais pas mourir)
- 1981: Engrenage / Sweet lullaby
- 1983: Adrian / Prologue
- 1983: Adrénaline / Bleu
- 1986: Body Physical / Je, I remember
- 1986: Body Physical (remix)
- 1987: Baby boum / Stop eject
- 1988: Baby boum (special remix club)
- 1989: Shepard
- 1989: Keep cool (version maxi)
- 1990: Sweet soul / Night and day
- 1990: Sweet soul (Goldfinger mix) / Sweet soul (Chelsea mix)
- 1993: Le ciel est rouge (maxi avec 3 versions remix)
- 1994: Génération
- 1994: Les années Lula
- 1994: La vie c’est comme un hôtel
- 1998: Up and down
- 2000: Délits
- 2005: Je suis un arbre
- 2006: Borderlove
- 2006: Comme des papillons (avec Daniel Darc)
- 2010: Au bon moment, au bon endroit
- 2010: Sous X